# Edward Jenner
Edward Jenner (ur. 17 maja 1749 w Berkeley, zm. 26 stycznia 1823 tamże) – angielski lekarz, odkrywca szczepień ochronnych przeciw ospie prawdziwej.

## Życie prywatne
Początkowo Jenner uczył się chirurgii u Daniela Ludlowa w Chipping Sodbury, a następnie w Saint George's Hospital w Londynie. W roku 1773 powrócił do Berkeley i tam rozpoczął swoje prace badawcze.
Jednym z hobby Jennera była ornitologia, w której miał wiele osiągnięć. Prowadził badania nad zwyczajami kukułek oraz wędrówkami ptaków.

## Odkrycie szczepienia
Pierwotna forma szczepień przeciw ospie prawdziwej – wariolizacja, czyli prewencyjne zakażanie ospą prawdziwą zdrowych ludzi – była stosowana w Europie Zachodniej już od początków XVIII wieku. Jednak ten rodzaj szczepienia miał pewną niedogodność: zanim wywołana nim choroba minęła, osoba zaszczepiona mogła zarażać rodzinę i otoczenie.
W tradycji ludowej istniało przekonanie, że przechorowanie ospy krowianki daje ochronę przed zachorowaniem na ospę prawdziwą. Jenner wykorzystał tę wiedzę do przeprowadzenia eksperymentu. 14 maja 1796 roku dokonał zaszczepienia materiałem zakaźnym ospy krowianki ośmioletniego chłopca Jamesa Phippsa. Chłopiec przechorował krowiankę i następnie Jenner zaszczepił go ponownie, jednak już materiałem zakaźnym ospy prawdziwej. Chłopiec nie zachorował, ponieważ uzyskał odporność. Przełomowe znaczenie odkrycia Jennera polegało na wykazaniu, że w celu uodpornienia człowieka przeciw ospie wcale nie potrzeba zaszczepiać mu ospy prawdziwej, lecz wystarczy szczepienie ospy krowiej (krowianki – variola vaccina), która – w odróżnieniu od ludzkiej – ma przebieg łagodny i nigdy nie kończy się śmiercią.
Opierając się na wieloletnich eksperymentach, Jenner opisał swą metodę w pracy naukowej pt. Badania nad przyczynami i skutkami ospy krowiej (Inquiry into the Cause and Effects of the Variolae Vaccinae, a Disease Known by the Name of Cow Pox) w 1798. Paradoksalnie bardzo długo trwała wojna z ospą w ojczyźnie Jennera, ponieważ – w odróżnieniu od większości krajów europejskich – szczepienie nie było tam przez długi czas obowiązkowe.
Eksperyment Jennera, polegający na zarażeniu ośmioletniego chłopca wirusem ospy krowianki, a następnie ospy prawdziwej, jest jednym z przełomowych momentów współczesnej medycyny, zaś sam Jenner jest twórcą przełomowej metody walki z tą chorobą. Rzadko jednak pojawia się kwestia dotycząca etycznej strony działania Jennera, który dla potwierdzenia swej nowatorskiej hipotezy przeprowadzał eksperymenty medyczne na ludziach, infekując ich śmiertelnie niebezpieczną chorobą (oprócz pierwszego chłopca, potem – dla potwierdzenia skuteczności metody – zarażonych kolejno obiema odmianami ospy zostało pięcioro innych dzieci). Ponieważ działalność Jennera przyniosła pozytywne rezultaty w postaci znacznego zmniejszenia, a potem całkowitej likwidacji zagrożenia ze strony ospy, mimo eksperymentów na dzieciach, Jenner za życia cieszył się wielkim uznaniem.

### Skutki
Metoda Jennera, w niewielkim tylko stopniu zmieniona do czasów obecnych, była najskuteczniejszym środkiem zwalczania ospy. W latach 70. XX wieku większość krajów zaprzestała szczepień, ponieważ epidemie tej choroby nie występowały. W roku 1980 Światowa Organizacja Zdrowia oficjalnie ogłosiła eradykację ospy prawdziwej na Ziemi.
Odkrycie Jennera otworzyło drogę do szerokiego stosowania szczepień ochronnych w zapobieganiu wielu groźnym chorobom.